# Natco Pharma
Natco Pharma Ltd è una società farmaceutica indiana che produce ingredienti farmaceutici attivi la cui sede legale si trova a Hyderabad, Telangana.

## Descrizione della società
Le principali aree di lavoro sono lo sviluppo di farmaci per combattere il virus virale (inclusa l'epatite C) e il cancro.
Natco Pharma opera in India, Stati Uniti, Europa e Asia. Le filiali si trovano nell'America settentrionale e latina, nella regione Asia-Pacifico, nel Medio Oriente e nel sud-est asiatico.
La società era originariamente chiamata Natco Fine Pharmaceutical Ltd. È diventata ufficialmente pubblica dal luglio 1992. Nel febbraio 1993, ha cambiato il suo nome in Natco Pharma (NPL).
La gamma di prodotti di Natco Pharma Limited comprende oltre 500 articoli medicinali ed è in continua espansione grazie alla ricerca di base e alla cooperazione nel campo della tecnologia.
La società produce farmaci come Sofosbuvir, Daclatasvir, Lenalidomide, Entecavir, Deferazirox, Ledipasvir, Imatinib, Bendamustin, Bortezomib, Chlorambucil, Velpatasvir e altri.
NPL è un produttore di medicinali per Ranbaxy e Parke Davis ed è una società certificata ISO 9002 che consente lo sviluppo delle esportazioni. Natco Pharma Ltd ha avviato il proprio processo di registrazione del marchio in più di 20 paesi.
Per entrare nel mercato statunitense, NPL ha costituito una filiale di Natco Pharma negli Stati Uniti e ha avviato una cooperazione di ricerca con il Laboratorio di ricerca regionale di Jammu, il Centro di biologia cellulare e molecolare per peptidi sintetici e il Central Institute for Skin Research.
Natco Laboratories, Natco Parenterals e Karanth Pharmaceuticals hanno collaborato con la società di punta NPL per fornire una vasta base di risorse e aumentare le capacità ad alta tecnologia.

## Uffici di rappresentanza in Russia e nei paesi della CSI
Natco Pharma non ha uffici di rappresentanza ufficiali in Russia e nei paesi della CSI.

## Gestione aziendale
- V. C. Nannapaneni - Presidente e Amministratore delegato,
- Rajeev Nannapaneni - Vice presidente e Amministratore delegato,
- Vivek Chhachhi - Non Exe.Non Ind. Director,
- T. V. Rao è un regista indipendente
- G. S. Murthy - Consigliere indipendente,
- D. G. Prasad - Direttore indipendente,
- U. R. Naidu - Consigliere indipendente,
- Lila Digumarti - Consigliere indipendente,
- PSRK Prasad - Vicepresidente esecutivo dell'ingegneria,
- D. Linga Rao - Direttore e Presidente (questioni tecniche).[3]

## Storia dell'azienda
La società iniziò l'attività nel 1981. Oggi ha i suoi centri di ricerca e oltre 4000 scienziati qualificati. I prodotti NPL vengono esportati negli Stati Uniti, in Australia, Canada, Brasile, Europa, paesi della CSI, Vietnam, Hong Kong, Cina, Paesi Bassi, Nigeria, Tanzania e Kenya, ecc.
Natco Pharma Limited è certificata dall'Organizzazione Mondiale della Sanità e produce prodotti per Ranbaxy Laboratories Ltd., Eskayef Ltd., Parke Davis (I) Ltd., Fulford India Limited, Cadila Ltd., John Wyeth India Ltd., ICI Ltd. e SOL Pharmaceuticals Ltd.

## Cronologia
1996 - Rilascio del farmaco Sumatriptan contro l'emicrania con il proprio marchio.
1997 - Natco Pharma Limited stipula un accordo che concede il diritto di vendere prodotti Natco in Russia e in altri paesi della CSI. La fusione delle società del gruppo è Natco Pharma, Natco Laboratories, Natco Parenterals e Dr. Karanth Pharma Chemical Labs.
1998 - Natco Pharma Ltd stipula un accordo con il colosso farmaceutico americano Mallin Krodt per la produzione e l'esportazione di Naproxen.
2002 - Natco Pharma Ltd riceve l'approvazione dalla Therapeutic Goods Administration (TGA), Australia, per la sua struttura Mekagood.
2003 - rilascio del farmaco anticancro Imatinib con il proprio marchio.
Rilascio di un farmaco contenente acido zoledronico per iniezione. Natco Pharma è diventata la seconda azienda a lanciare la produzione di questa medicina nel mondo.
Il rilascio del farmaco Letrozolo per il trattamento del carcinoma mammario avanzato nelle donne in postmenopausa.
Ordinare Rs 35-fr per l'esportazione di Citalopram Hydrobromide (usato come antidepressivo per il trattamento).
2004 - Natco Pharma lancia un farmaco anti-cancro, apre un'unità di oncologia. Nello stesso anno, ha rilasciato un farmaco per il trattamento del carcinoma prostatico e un farmaco per il carcinoma ovarico.
2005 - Natco Pharma Limited firma un protocollo d'intesa (MoU) per lo scambio di tecnologie relativo alla produzione di prodotti antitumorali. Lancia anche il farmaco Voriconazolo.
2006 - Natco annuncia il lancio di Pemetrexed per il trattamento del carcinoma polmonare non a piccole cellule.
2007 - Natco annuncia il rilascio di un contraccettivo di classe mondiale.
2010 - Natco Pharma lancia Bendamustine e Anastrozole negli Stati Uniti.
2011 - Natco, insieme alla società americana Levomed LLS, fonda un'altra società, Natcofarma Do Brasil, per la distribuzione di medicinali in Brasile.
2012 - la società riceve il Golden Peacock World Award per il suo sviluppo.
Natco annuncia il lancio di una cura per il cancro del rene e del fegato.
2015 - Natco avvia la produzione di Sofosbuvir in Nepal.
2016 - Natco lancia la prima capsula di Tamiflu negli Stati Uniti.

## Politica sui prezzi dell'azienda
Natco Pharma Ltd produce analoghi di medicinali ben noti e costosi, rendendoli accessibili per i pazienti a basso reddito. Quindi, nel 2012, una società indiana ha revocato un brevetto per un farmaco antitumorale rilasciato da Bayer, affermando che avrebbe venduto farmaci generici Tosilat Sorafenib per il 3% del prezzo addebitato da Bayer dalla Germania per l'originale. Oggi, Natco vende il farmaco in India per $ 174. Il farmaco originale Bayer vende per $ 5.500.
Nel 2015, Natco, con il proprio marchio, ha lanciato Sofosbuvir, un medicinale usato per il trattamento dell'epatite cronica C, analogo di Sovaldi (Sovaldi), prodotto dalla società americana Gilead. Il prezzo di una bottiglia per un farmaco è fissato a circa 20.000 rupie, che è di circa $ 300. Un trattamento di 12 settimane costa circa $ 945 (ovvero 12 volte più economico dell'originale negli Stati Uniti).
Nel maggio 2017, una società indiana ha emesso una cura per un tumore del sangue al prezzo di 5.000-20.000 rupie, che è inferiore del 98% rispetto al prezzo negli Stati Uniti. Pomalidomide è destinato a pazienti con mieloma multiplo (un tumore delle plasmacellule del sangue). Il farmaco è venduto da Celgene Inc negli Stati Uniti con il marchio "Pomalyst". Natco venderà capsule di pomalidomide con il proprio marchio in India.
Nell'ottobre 2017, le azioni di Natco Pharma Ltd sono aumentate del 20%, da quando la Food and Drug Administration (FDA) degli Stati Uniti ha approvato il generico farmaco Copaxon sviluppato da Natco in collaborazione con la società olandese Mylan. Questo medicinale è usato per trattare la sclerosi multipla. Il farmaco originale è prodotto e venduto dalla società israeliana Teva. Per i 12 mesi al 31 luglio 2017, le vendite di Copaxone alla dose di 20 mg sono ammontate a $ 700 milioni, ad una dose di 40 mg - $ 3,6 miliardi.
- Sito ufficiale di Natco Pharma in inglese Archiviato il 13 maggio 2020 in Internet Archive.
- Sito ufficiale di Natco Pharma in russo